# Мавпа (зодіак)

Рік мавпи

Мавпа (猴) — дев'ята з 12 тварин, які з'являються в китайському зодіаку, пов'язана з китайським календарем. Вона асоціюється з елементом «металу», уособлює спритність, винахідливість, кмітливість, мінливість, допитливість, але, з іншого боку, нахабство, насмішкуватість, поверховість, легковажність, підступність і марнославство.
Час доби під управлінням Мавпи: 15.00-17.00.
Відповідний знак Зодіаку: Лев

## Роки і п'ять елементів
Люди, що народилися в діапазоні дат відносяться до категорії - народилися в «рік мавпи»:
- 2 лютого 1908 — 21 січня 1909, рік Земляної Мавпи.
- 20 лютого 1920 — 7 лютого 1921, рік Металевої Мавпи.
- 6 лютого 1932 — 25 січня 1933, рік Водяної Мавпи.
- 25 січня 1944 — 12 лютого 1945, рік Дерев'яної Мавпи.
- 12 лютого 1956 — 30 січня 1957, рік Вогненної Мавпи.
- 30 січня 1968 — 16 лютого 1969, рік Земляної Мавпи.
- 16 лютого 1980 — 4 лютого 1981, рік Металевої Мавпи.
- 4 лютого 1992 — 22 січня 1993, рік Водяної Мавпи.
- 20 січня 2004 — 8 лютого 2005, рік Дерев'яної Мавпи.
- 6 лютого 2016 — 27 січня 2017, рік Вогненної Мавпи.
- 26 січня 2028 - 12 лютого 2029, рік Земляної Мавпи.